# Гробница Джавад-хана
Гробница Джавад-хана (азерб. Cavad xan türbəsi) — мавзолей в Гяндже, на площади Шах Аббас, недалеко от мечети Шах Аббас.

## История

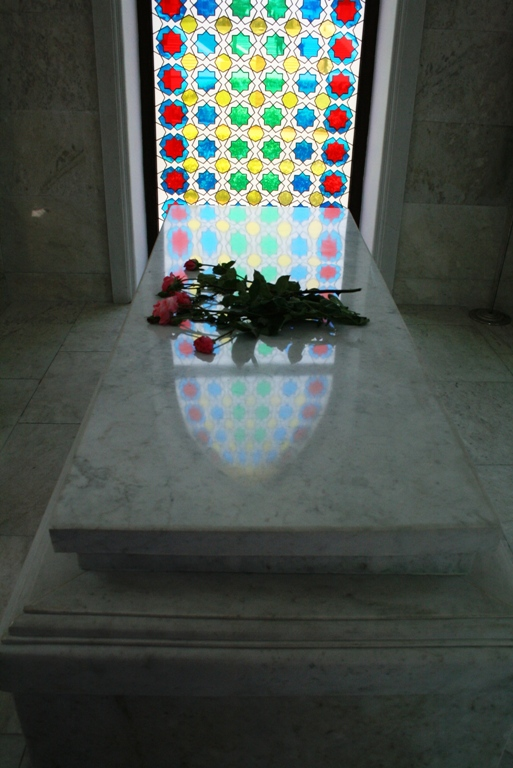
Могила Джавад-хана

В советское время во время строительных работ у мечети Шах-Аббас были обнаружены могила и надгробная плита, сделанная из мрамора и содержащая надписи на арабском языке, согласно которым она принадлежала Джавад-хану.
В 2005 году, благодаря поддержке Фонда Гейдара Алиева, память о Джавад-хане была увековечена новой усыпальницей. Четырёхугольный мавзолей построен из обожжённого кирпича и покрыт куполом, выполненным в стиле арранской архитектурной школы. Могила Джавад-хана находится в центре гробницы.
Главный камень хранится в Историческом музее этнографии в Гяндже как ценный экспонат.